# Garnat-sur-Engièvre
Garnat-sur-Engièvre é uma comuna francesa na região administrativa de Auvérnia-Ródano-Alpes, no departamento Allier. Estende-se por uma área de 18,82 km². Em 2010 a comuna tinha 722 habitantes (densidade: 38,4 hab./km²).